# 阿尼瓦尔·阿塞韦多
阿尼瓦尔·圣地亚哥·阿塞韦多（西班牙語：Aníbal Santiago Acevedo，1971年4月28日—），波多黎各男子拳击运动员。他曾代表波多黎各参加1992年夏季奥林匹克运动会拳击比赛，获得一枚铜牌。
于 1993 年开始了他的职业生涯，但取得了有限的成功。2006 年，他通过TKO输给了兰迪·格里芬。2007 年 2 月，他以KO输给了 Jarmine Mickey。

## 事业
- 1989 年：在波多黎各圣胡安举行的世界青年锦标赛上获得金牌（击败 Shane Mosley)
- 1991 年：泛美运动会青少年次中量级铜牌
- 1991 年：在澳大利亚悉尼举行的世界锦标赛上输给 Kostya Tszyu
- 1992 年：圣多明各奥林匹克选拔赛次中量级金牌（击败吉列尔莫·琼斯)

1992 年：代表波多黎各参加巴塞罗那奥运会次中量级。
他的成绩是：
- - 以 13-11 击败 Harry Simon （纳米比亚）
  - 以 16-3 击败 Stefen Scriggins （澳大利亚）
  - 以 20-9 击败 Francisc Vaştag （罗马尼亚）
  - 2-11 输给胡安·埃尔南德斯·塞拉 （古巴）